# Robert Pickton
Robert Pickton (ur. 1949 w Port Coquitlam, zm. 31 maja 2024 w Quebecu) – kanadyjski seryjny morderca, który zgwałcił i zamordował wiele kobiet na terenie Vancouver. Zwłoki ofiar ćwiartował i karmił nimi świnie, które hodował.
Twierdził, że zabił 49 kobiet, a oskarżony został o dokonanie 26 morderstw. 9 grudnia 2007 roku ława przysięgłych uznała go winnym sześciokrotnego morderstwa drugiego stopnia. Skazany został na dożywocie bez możliwości warunkowego zwolnienia przed upływem 25 lat.
19 maja 2024 w więzieniu w Port-Cartier został zaatakowany nożem przez innego osadzonego. Zmarł 31 maja w wyniku doznanych obrażeń. 

## Ofiary Picktona
W zestawieniu podano daty zaginięcia kobiet, gdyż nie są znane dokładne daty ich śmierci.
1. Diana Melnick (lat 23) – zaginiona w grudniu 1995.
2. Tanya Holyk (lat 23) – zag. w październiku 1996.
3. Cara Louise Ellis (lat 25) – zag. w 1997.
4. Sherry Irving (lat 24) – zag. w 1997.
5. Andrea Borhaven (lat 27) – zag. w marcu 1997.
6. Marnie Lee Frey – zag. w sierpniu 1997.
7. Helen Mae Hallmark (lat 32) – zag. w sierpniu 1997.
8. Cynthia Feliks (lat 43) – zag. w grudniu 1997.
9. Kerry Koski – zag. w styczniu 1998.
10. Inga Monique Hall (lat 46) – zag. w lutym 1998.
11. Sarah de Vries (lat 28) – zag. w kwietniu 1998.
12. Angela Jardine – zag. w listopadzie 1998.
13. Jacqueline McDonell (lat 23) – zag. w styczniu 1999.
14. Jennifer Lynn Furminger – zag. w 1999.
15. Georgina Faith Papin – zag. w styczniu 1999.
16. Brenda Ann Wolfe (lat 32) – zag. w lutym 1999.
17. Wendy Crawford – zag. w grudniu 1999.
18. Tiffany Drew – zag. w grudniu 1999.
19. Patricia Johnson (lat 25) – zag. w marcu 2001.
20. Debra Jones (lat 43) – zag. w grudniu 2000.
21. Heather Bottomley (lat 25) – zag. w kwietniu 2001.
22. Heather Chinnook (lat 30) – zag. w kwietniu 2001.
23. Andrea Joesbury (lat 22) – zag. w czerwcu 2001.
24. Sereena Abotsway (lat 29) – zag. w sierpniu 2001.
25. Dianne Rock (lat 32) – zag. w październiku 2001.
26. Mona Lee Wilson (lat 26) – zag. w listopadzie 2001.
27. Niezidentyfikowana kobieta – data nieznana